# Hotel Dajti

Das Hotel Dajti im Jahr 2023 nach Abschluss der Renovierungsarbeiten

Das Hotel Dajti ist ein ehemaliges Hotel in Tirana, das heute als Bürogebäude genutzt wird. Es galt lange Zeit als das beste Hotel Albaniens. Das Haus befindet sich im Stadtzentrum direkt am Hauptboulevard und ist benannt nach Tiranas Hausberg Dajti. Das Anfang der 1940er Jahre vom italienischen Architekten Gherardo Bosio, Leiter des Zentralen Bau- und Urbanistikamts von Tirana, geplante Gebäude fällt durch die großzügige und von Eklektizismus faschistischer Architektur geprägte kubische Architektur noch heute auf. Teile der Einrichtung stammen vom berühmten italienischen Architekten und Designer Gio Ponti. Bei der Eröffnung im April 1942 war Bosio bereits gestorben. Das Hotel galt damals als eines der besten Häuser auf dem ganzen Balkan. Seit 2007 ist es als Kulturmonument denkmalgeschützt. Heute ist es im Besitz der Banka e Shqipërisë, die es als Bürogebäude nutzt.

## Geschichte

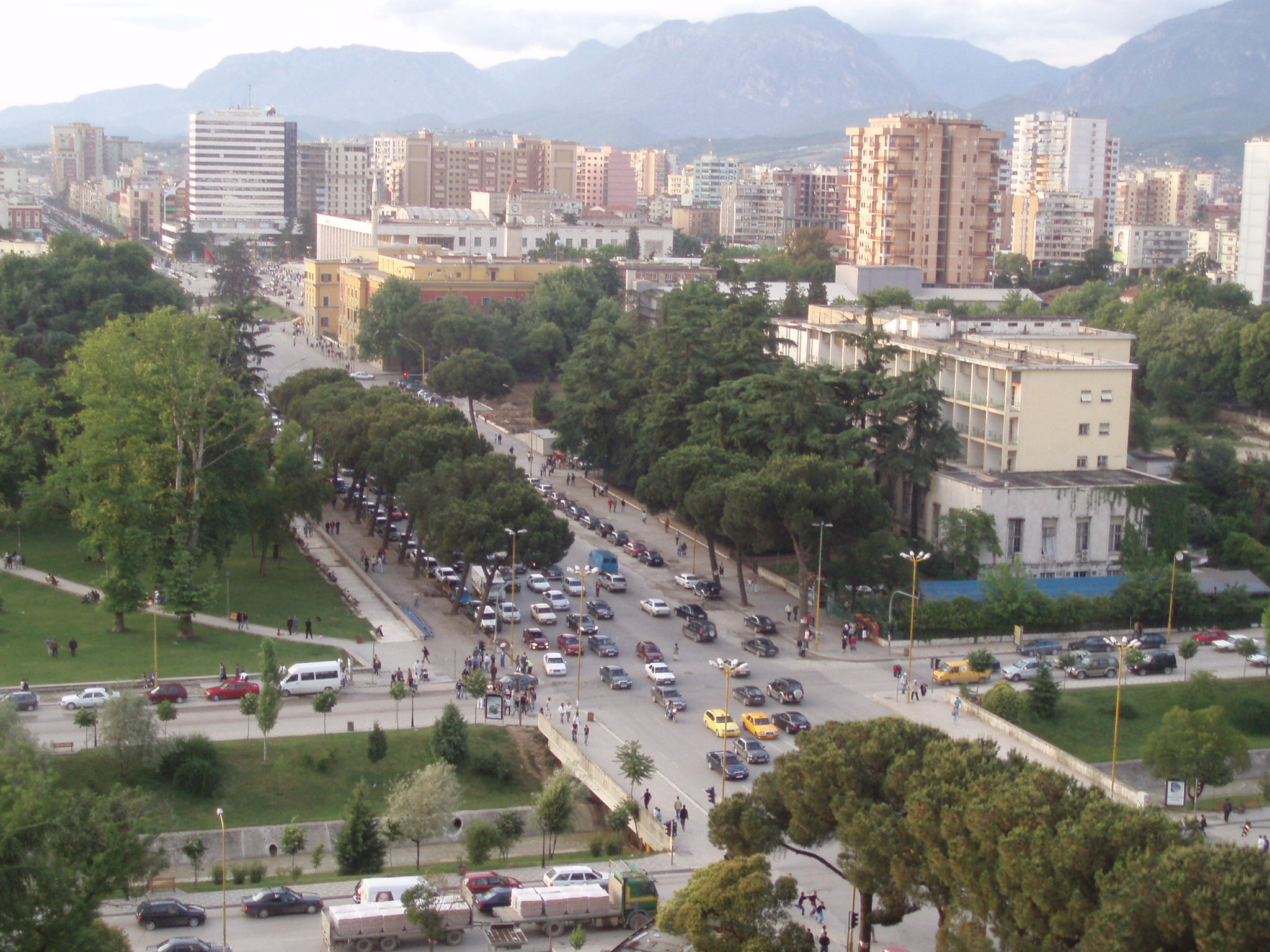
Das hinter Bäumen versteckte, im Verfall begriffene Hotel am Hauptboulevard (2006)

Erstellt wurde das Hotel im Rahmen einer Neugestaltung der albanischen Hauptstadt durch die Italiener unter der Leitung von Gherardo Bosio. Damals wurde – basierend auf der ursprünglichen Idee von Armando Brasini – Tiranas Prachtsboulevard Bulevardi Dëshmorët e Kombit mit vielen Regierungsgebäuden errichtet. Nach dem Zweiten Weltkrieg diente das Gebäude während kurzer Zeit als Sitz der kommunistischen Regierung. Lange Zeit war es das einzige Hotel für ausländische Gäste in Tirana. Ab den 1970er Jahren war das Hotel Dajti nur noch Staatsgästen und Geschäftsreisenden vorbehalten – Touristen mussten im Hotel Tirana übernachten. Das Hotel Dajti galt fortan als bestes Haus im Land. Gleichzeitig wurden das Hotel und seine Gäste aber rund um die Uhr von der albanischen Geheimpolizei Sigurimi überwacht: Der Rezeptionist war ein Mitarbeiter der Sigurimi, die Zimmer waren verwanzt und mit versteckten Kameras ausgestattet.
Bekannt und auch regelmäßiger Schauplatz einzelner Szenen in literarischen Werken aus Albanien war die Hotel-Bar.

„Außerdem beherbergte es das beste Restaurant und eine legendäre Nachtbar, in der die überschaubare Zahl der ortsansäßigen Diplomaten gern Gerüchte austauschte […].“

Als die Bundesrepublik Deutschland im Jahr 1987 mit Albanien als letztem Land Europas diplomatische Beziehungen aufnahm und ein Botschaftsgebäude erst neu errichtet werden musste, wurde die deutsche Botschaft vorübergehend in einer Suite des Hotels Dajti untergebracht; der Botschafter und einige seiner Mitarbeiter logierten in benachbarten Hotelzimmern.

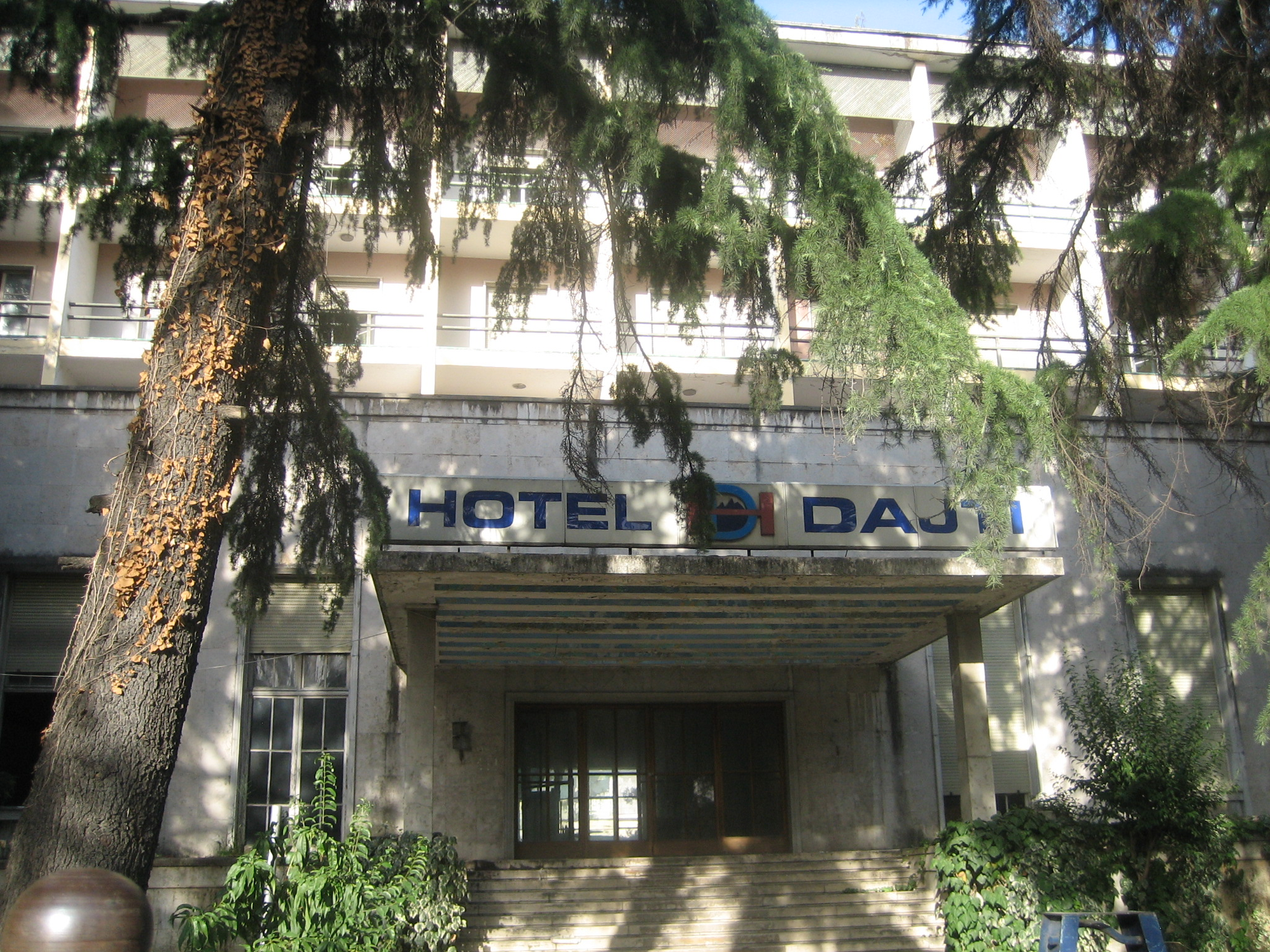
Eingang zum geschlossenen Hotel (2009)

Auch nach dem Zusammenbruch des kommunistischen Systems blieb das Hotel in Staatsbesitz. Mangels Investitionen und aufgrund neuer Konkurrenz ab 1995 verlor das Haus schnell an Bedeutung. Mehrere Versuche, das Hotel zu verkaufen, schlugen fehl. 2002 wurde der Hotelbetrieb eingestellt. Das zerstörte Haus wurde ab und zu für Kunstausstellungen gebraucht. 2010 kaufte die albanische Zentralbank Banka e Shqipërisë das Gebäude für € 30 Millionen. Die Bank nutzte das Gebäude, während ihr Hauptsitz am Skanderbeg-Platz restauriert wurde. Nachdem der Hauptsitz umgebaut worden war, kündigte die Bank Anfang 2015 an, demnächst das Gebäude des ehemaligen Hotels restaurieren zu wollen. Hierfür wurden rund € 18 Millionen zur Verfügung gestellt. Im Mai 2023 waren die Arbeiten abgeschlossen.

## Gebäudebeschreibung

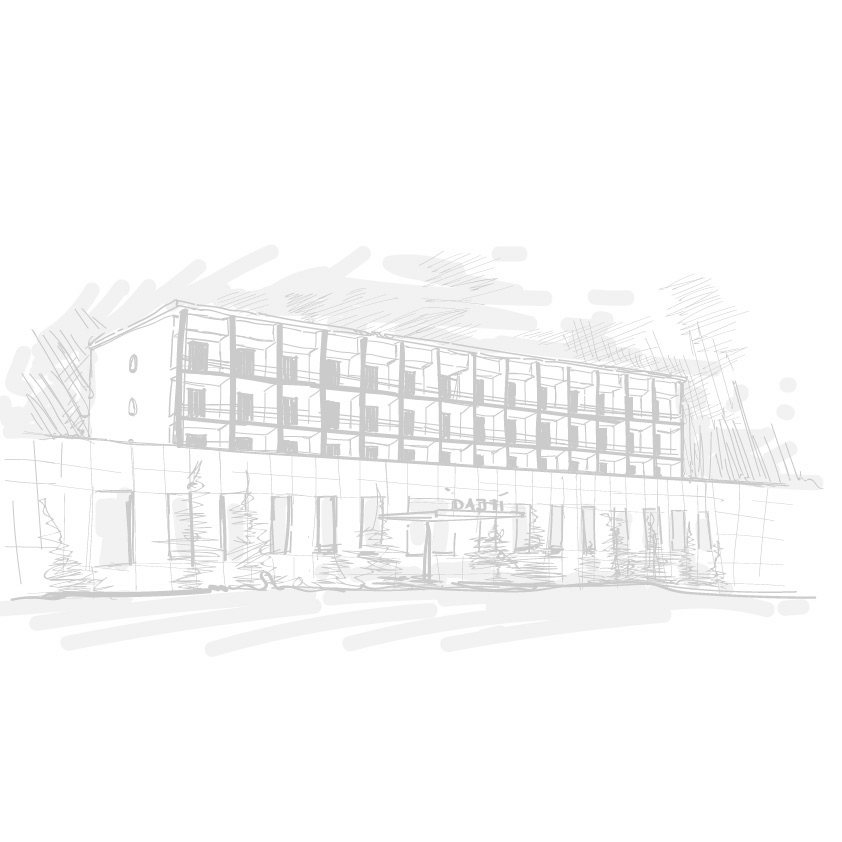
Skizze des Gebäudes

Im Erdgeschoss befand sich neben der Eingangshalle und der Bar ein großer Ballsaal. Auf der von der Straße abgewandten Seite liegen eine Terrasse und ein kleiner, ruhiger Garten. In den drei Obergeschossen befinden sich die rund 85 Gästezimmer – alle mit Balkonen. Die Obergeschosse sind bezüglich Struktur und Stil deutlich schlichter gehalten als das prunkvolle, Marmor-verkleidete Erdgeschoss, was mit den in den Kriegsjahren schwindenden Mitteln erklärt wird.

„Während das überhöhte Sockelgeschoss mit seinen vertikalen Fensterbahnen und blockhaft wuchtigen, profilierten Travertinrahmungen noch ganz im Bann der Tradition [von faschistischer Architektur] steht, löst sich der zurückspringend aufgesetzte, dreigeschossige Obergeschossbereich in ein Raster aus vertikalen und horizontalen Scheiben auf. In die zurückspringende Wand sind die Terrassentüren rahmenlos eingeschnitten. Noch konventionell wirkt die Betonung des oberen Abschlusses in der leicht vorspringenden Dachscheibe.“

Nebst der zur Straße hingewandten Front hat das Gebäude auf der Rückseite einen L-förmig anschließenden Anbau. Insgesamt beträgt die Fläche des Hauses 2000 Quadratmeter.

## Erwähnung in der Kunst
Das Hotel Dajti als wichtige Institution im kommunistischen Albanien wird in zahlreichen literarischen Werken der Zeit erwähnt, so zum Beispiel immer wieder in den Büchern von Ismail Kadare.
Ein Kinofilm des italienischen Regisseurs Carmine Fornari aus dem Jahr 2002 trägt den Titel Hotel Dajti.